# Megaponera analis
Megaponera analis es la única especie del género de hormigas, Megaponera. Es una especie de hormiga de la subfamilia Ponerinae, caracterizada por estar especializada en la depredación de termitas, especialmente las de la subfamilia Macrotermitinae.
Las hormigas Megaponera habitan diversas áreas del África subsahariana. Se ha reportado su existencia en los países de Senegal, Sierra Leona, Ghana, Togo, Nigeria, Etiopía y Camerún.

## Descripción
Las colonias se componen de varias castas o ejemplares de varios tamaños. Los tamaños de los individuos pueden oscilar entre los 5 y los 18 mm. Son hormigas de color negro brillante, con fuertes mandíbulas triangulares, como las pertenecientes al género Pachycondyla. Se alimentan de termitas.

## Comportamiento
Establece su hábitat bajo tierra —a veces alcanzando los 70 cm de profundidad—, o bien utiliza termiteros abandonados. Sus hormigueros son de geometría simple, con galerías amplias y carentes de "cámaras". En ocasiones se han hallado termitas vivas en los hormigueros de Megaponera; se ha sugerido que esta aparente incongruencia se debe a que las hormigas podrían utilizarlas como reserva de emergencia en caso de escasez.
Las colonias se componen de relativamente pocos individuos, en número no inferior a 450. El número máximo de miembros difiere notablemente según las fuentes, relatándose desde 600 adultos hasta 1400. Cuentan con una única reina, cuyas crisálidas suelen permanecer al sol en las inmediaciones de la entrada del hormiguero. Se trata de una especie venenosa que ataca con su aguijón antes que sus mandíbulas, las cuales son capaces de perforar la piel humana.

## Saqueos

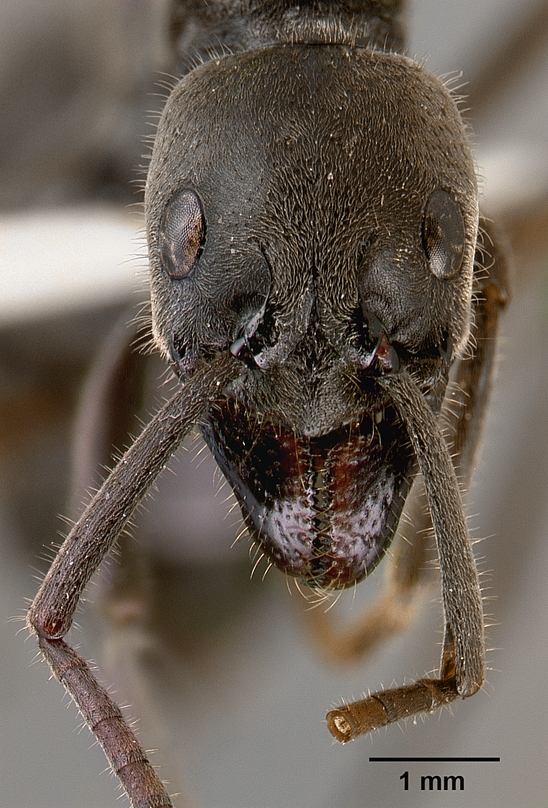
Cabeza de la M. analis

Las Megaponera se alimentan exclusivamente de termitas, cuyos termiteros saquean en breves pero intensos ataques. En ellos, las hormigas inoculan su veneno neurotóxico, neutralizando a sus rivales. Un mismo termitero puede ser atacado de forma continuada hasta ser destruido, en ocasiones hasta dos veces en un mismo día. Los ataques suelen producirse al amanecer o al atardecer.
Se han descrito dos tipos de ataques: los masivos, que penetran en el interior del termitero, y los individuales, que se limitan a la captura de ejemplares en la superficie.
Las Megaponera utilizan exploradoras para localizar sus objetivos. Una vez localizado un termitero, la exploradora deja una señal química y regresa en busca de refuerzos para efectuar el ataque. La defensa de las termitas consiste en bloquear a tiempo las entradas del termitero, por lo que algunas especies de Macrotermes han desarrollado un sistema de defensa, disponiendo un perímetro de seguridad con varios puestos de avanzadilla. La misión de estos puestos, situados a varios metros del termitero, es únicamente ofrecer resistencia para retrasar el asalto a la entrada principal, dando así tiempo para efectuar el sellado de los túneles.
Si el asalto ha tenido éxito, los ejemplares más grandes recogen las capturas con sus mandíbulas de vuelta a la base. Una sola hormiga puede llegar a acarrear hasta 8 y 10 presas a la vez.